# 酢酸ゲラニル
酢酸ゲラニル（さくさんゲラニル、Geranyl acetate）とはモノテルペンに分類される天然物で、芳香あるいは果実臭の無色液体である。
酢酸ゲラニルはセイロンシトロネラ油、パルマローザ油、レモングラス油、プチグレーン油、ネロリ油、コリアンダー油、ニンジン油、ササフラス油など、60種以上もの天然精油の成分である。酢酸ゲラニルはこれらの精油から分別蒸留により得ることができる。
また、酢酸ゲラニルはエステルなので、広く分布する天然テルペノイドのゲラニオールと酢酸とを縮合反応することで半合成的に製造することもできる。
酢酸ゲラニルの主な利用は石鹸やクリームの香料成分や他の香料の原料である。また、バラに甘いフルーティーな香りづけやシトラスの香りづけをする際にも利用される。

## 安全性
アメリカ食品医薬品局の化合物リストでは酢酸ゲラニルは『一般には安全と認識されている』と評されている。動物実験での半数致死量（LD50）は、ラットへの経口投与で6.33g/kg。消防法による第4類危険物 第3石油類に該当する。

## 註・出典
1. ↑  『合成香料 化学と商品知識』印藤元一著 2005年増補改訂 化学工業日報社 ISBN 4-87326-460-X
2. ↑  法規情報 (東京化成工業株式会社)

- Carcinogenesis Studies of Food Grade Geranyl Acetate（英語）
- "Fragrance raw materials monographs: Geranyl acetate. Food and Cosmetics Toxicology, Volume 12, Issues 7-8 , December 1974, Pages 885-886.（英語）